# Te niu hau manahune
Le Te niu hau manahune (le principe de démocratie en tahitien) est un parti politique de Polynésie française, créé lors d'un premier congrès à Rangiroa le 31 mars 2007 par des « îliens » (habitants des archipels éloignés de Tahiti). Il a soutenu Nicolas Sarkozy lors de l'élection présidentielle de 2007 ainsi que la candidature malheureuse de la députée sortante Béatrice Vernaudon-Coppenrath lors des législatives de 2007. Il remporte deux élus à l'élection des représentants à l'Assemblée de la Polynésie française de 2008.
Le parti est dirigé par Teina Maraeura. Il a pour vice-présidents Benoît Kautai et Temauri Foster.